# Osmia densa
Osmia densa är en biart som beskrevs av Cresson 1864. Osmia densa ingår i släktet murarbin, och familjen buksamlarbin. Inga underarter finns listade i Catalogue of Life.